# Sablia scirpi
Sablia scirpi är en fjärilsart som beskrevs av Duponchel sensu Hampson. Sablia scirpi ingår i släktet Sablia och familjen nattflyn. Inga underarter finns listade.